# 真空用材料
真空用材料（しんくうようざいりょう）は、真空装置の真空チャンバーや真空部品などを構成する材料である。通常の機械用材料と違う点は、真空中での放出ガスが少なく、放出ガスの成分がある程度判別されていることである。
また、真空装置でもCVD装置など半導体プロセスに使用される場合には、プロセスに使用されるガスに対する耐性なども検討し採用する必要がある。

## 金属材料
真空用材料には多様な金属材料が使用されており、使用目的は様々である。

### 鉄と鋼
鉄や鋼は強度があり、廉価であるので真空装置に幅広く使用されている。放出ガスが問題になる場合には表面処理(サンドブラスト、ガラスビーズブラスト、バフ研磨、Cr鍍金、Cr研磨、Ni電気鍍金、Ni化学鍍金、Ni研磨など)により放出ガスを抑える方法もある。
真空構造材としては10-4[Pa]以下ならばSS400や配管用にSGPなどが使用される。
鉄を真空材料として使用する場合には錆びが発生していると放出ガスが大幅に増えるため錆びの管理が重要になる。

### ステンレス鋼
ステンレス鋼高真空用材料として広く使用されており、一般的な真空用材料である。そのなかでもオーステナイト系のSUS304は放出ガスが少なく加工性が高い。また、薬品に強く、耐食性が高い（放置、加熱よる酸化が少ない）ため最も多く使用されている。
他にもSUS304L、SUS316、SUS316Lなどが多く使用される。
また、真空プロセスは高温になることも多いため、高温における強度向上を目的とした窒素を添加したSUS304N1、SUS316Nなどの材料も使用される。

### ニッケル
ニッケルは加工性、放出ガスが少ない、融点が高い、点溶接性がよいなど多くの点で優れており、高真空装置部品に多く使用される。

### 銅
銅は熱伝導率が良好で加工性が良い。電気伝導率も良く、ガラスとの溶着性がよいため各種真空部品に使用される。使用される銅は無酸素銅、電機銅、脱酸銅の3種類である。無酸素銅はガスケット、真空配管、真空ポンプ底板、ジェットノズル、バッフル、冷却管、電子管陽極、電子線加速管などに使用される。
特に放射光施設では光脱離した無酸素銅を使用し加速器の真空チャンバーのを構成している。

### 金
純金は柔らかく、化学的に安定であり、蒸気圧もあまり高くない。主に超高真空用ガスケット、ろう付け材料として使われる。

### アルミニウム
アルミニウムとその合金は柔らかく加工しやすいのでガスケットを始め油拡散ポンプ、ガイスラー管電極などの部材、真空蒸着用材料のほかに真空チャンバーなどにも使われる。
純度の高いアルミニウムは導電率が大きく、引張強さ、硬さは小さくなり耐食性は大きくなる。
近年ではコスト低減としてアルミニウム合金による真空チャンバーは鋳物による製作も増えている。

### 水銀
水銀は水銀拡散ポンプ、水銀整流器、マクラウド真空計など昔から真空装置用部品として使用されてきた。
化学的には貴金属に近く、空気、酸素に常温で酸化せずに350℃近くで初めて酸化が始まる。
水銀は室温でも少しずつ蒸発し、これを吸引すると人体に害があるためパラフィン油などで表面を覆い、水銀の蒸発を抑えることが必要である。

### タングステン
タングステンは融点が3640℃と金属中で最高の融点を持ち、高温引張強さが大きく、また、放出ガスが極めて少ないため、電子管をはじめ、各種電球のフィラメント等真空部品として広く使用されている。
また、白金族に次ぐ密度と防錆性を持つなどの特徴がある。
またTa（タンタル）やMo（モリブデン）の添加によって純タングステンより電気抵抗は増加し、強度と伸展性が増加するので、しばしば電子管のヒーターに使用される。

### モリブデン
モリブデンは融点がタングステンより低いものの2880℃付近と高い。また化学的特性が似ているが、柔らかく加工性がいいため、電子管の陽極材料や真空炉の遮蔽版、反射板、高温部の支持材料などに使用される。

### チタン
チタンは軽く強く、腐食しない。耐熱性も良好である。特に真空用途には化学的に活性度が高く、ガスと反応しやすいという性質を利用して、チタンゲッタポンプのゲッター材料、活性合金法によるセラミック電子管などに使用される。
ガスとは活発に反応し、酸素、窒素、水素と反応して化合物を作る。
また、真空用構造材としてもチタン合金が使用される。

### タンタル
タンタルは比較的高温でゲッター作用があり、また高温強度が優れているため直熱フィラメントのスプリングにも使用されている。また、加工性が良く放出ガスが少ないほか、高温ガス抜きしたものはガス吸着性が強い。水素中で熱処理すると脆い水素化合物を生成するので必ず真空処理を行う必要がある。

### ジルコニウム
ジルコニウムはゲッター用、真空管陽極の熱ふく射増加用、格子二次電子防止用塗布材として用いられる。ガスに対して最も活性度の高い金属である。

## 非金属材料
真空用材料として非金属が使用されることは非常に多い。シールや真空グリースなどの有機材料や絶縁材料や窓などに使用される無機材料がある。

### 有機材料

#### 真空ポンプ用油
真空ポンプ用油は油回転ポンプ、ブースター、エジェクター、油拡散ポンプなどに使用されており、それぞれ適した油を使用する必要がある。基本的にはポンプメーカーの推奨の油が存在する。
要求される性質は蒸気圧が低いこと、大気圧あるいはそれに近い圧力下で加熱したときに酸化し難いこと、揮発成分を含まないこと、化学的に不活性であること、適度の粘度があること、ポンプ作用を効果的にするために分子量が大きいこと、金属表面などに固体となって付着しないことなどがある。

#### 真空グリース
真空グリースは真空装置のゴムガスケット面の真空中の気密保持、駆動機構（ベアリングやガイド）真空中での潤滑、真空バルブのコックの摩擦面の潤滑のために使用されてきた。近年では硬さ（粘度）が夏冬であまり変化せず、高低温ともに使用可能で、室温で蒸気圧が低い、広範囲に利用できる性能を持っているためシリコングリースが広く使われている。
最近ではより蒸気圧の低いフッ素系オイルなどが開発されておりグリースとしての性能も向上している物が開発されてきている。
ただし、真空グリースは潤滑性に劣るため駆動部に使用される場合は通常のグリースに比べて駆動部の仕様条件（加重や周速条件など）を大きく制限される。
また、真空グリースは高性能であっても水分を取り込みやすく、その結果装置全体への放出ガスへの増加につながる例もあるため使用する量は十分管理する必要がある。

#### ゴム（エラストマー）
真空チャンバ全体の密封のためチャンバとの接続部や真空バルブのシール材として多く用いられる。
真空中に使用されるゴムには天然ゴムと合成ゴムがあり、ネオプレンゴム、ニトリルゴム、シリコンゴム、フッ素ゴムといった合成ゴムが真空用途に広く用いられている。合成ゴムは耐高温性、ガス透過性の小さい物が多く、耐油性、耐酸、耐アルカリ性も天然ゴムに比べて優れている。
代表的な材料がデュポン社の開発したバイトンであり、真空用のゴムガスケットシールでは多く用いられる。
また、より高温で使用するために開発された材料も多くあり、代表的な材料はデュポン社のカルレッツがある。

#### エンジニアプラスチック
一般的に使用されるプラスチックは、真空中に入れると組織中に含有する成分や水分などが真空中に多く放出されるため、真空環境に入れることは適さない。しかし、最近は高性能の工業用プラスチックであるエンジニアプラスチックが多く開発されており、それらは放出ガスなども非常に少ないため真空中に多く使用される例が増えてきた。
真空中で使用される代表的なエンジニアプラスチックはPEEKである。PEEKは耐熱温度が高く機械加工が容易で機械的性質が優れるなど扱いやすく放出ガスが少ないなどの真空に適した特性を持っている。

### 無機材料

#### ガラス
ガラスは主にのぞき窓や高温プロセスに使用される場合の内部構造体や溶融するシリコンの坩堝などに使用される。
種類は軟質ガラス、硬質ガラス、石英ガラスに大別され用途によって組成も特性も大きく違っている。一般的な特徴は透明性、絶縁性、高放射率であり、セラミックスに比べて加工性があり安価である。
のぞき窓に使用する場合はヘリウムガスの透過率が高いため注意が必要とされる。高温環境で使用する場合にはガラスと金属との膨張率が大きく違うため構造に注意を必要とする。

#### セラミックス
セラミックは真空へ電気を導入するための真空フィードスルーの一種である電気フィードスルーの絶縁シールや、電極支持の絶縁材料として使用される。
セラミックスの特徴は金属と接着することができ抵抗率が高い。熱的にガラス、マイカより強く、熱膨張係数が直線的である、機械的に寸法精度よくすることが可能である、などである。

## 封着加工材
真空チャンバや内部の構造などは複雑な金属の構造体であるため溶接により加工される場合が多い。金属の溶接は融接、圧接およびろう接に大別される。どの溶接方法を選択するかは用途、構造などの機能、性能や対象金属、真空中で行われるプロセスや温度などを考慮して選択する必要である。真空装置および真空部品の接合にはろう接のはんだ付けとろう付けが広く用いられている。それらのろう材としてろう付け用が銀ろう、金ろう、銅ろうなどが一般に用いられている。

### 金属とガラス封じ材
金属とガラスを接着して真空シールを行うためにはお互いによくなじむこと、両者の熱膨張特性が適当であることが必要である。金属の熱膨張率が大きいときにはガラスの外側から、反対の場合には内側から封着するのが普通である。銅は熱膨張係数が大きいがガラスによくなじみ、機械的クリープ特性が良好のためガラスにクラックを生じることなく封着することができる。ガラス絶縁部の加熱に対して丈夫な硬質ガラスを用いる必要がある場合、熱膨張特性が硬質ガラスに近いコバールがよく用いられる。

### 金属とセラミックス封じ材
金属とセラミックスの封着はセラミックスがガラスに比べて常温から高温にいたるまで強さが大きい点、また接着寸法精度の高い点を利用して用いられる。付着の方法は、セラミック表面にメタライズ処理を行った後、金属とろう付けする。
現在、最も安定した方法として用いられるメタライズ処理は、Mo（モリブデン）、Mo-Mn（マンガン）微粉末ペーストを用いた高融点金属法とTi（チタン）、Zr（ジルコニウム）と共晶組成となるNi（ニッケル）、Cu（銅）などを用いた活性化金属法である。